# 虹桥站 (昆明市)
虹桥站是一个位于中华人民共和国云南省昆明市盘龙区青云街道与官渡区金马街道交界虹桥路虹桥立交桥西北侧地下，属于昆明地铁3号线的地铁车站，于2017年8月29日启用。该站A出入口处设计有下沉广场，其外观方案设计理念来自于“展翅飞翔”寓意，并展现云南地域文化的特质。

## 出口
该站设有2个出口：
|          | 编号             | 地点       | 建议前往的目的地 | 照片 |
| 出口 · A | 人民东路、虹桥路 | 碧桂园小区 |                  |      |
| 出口 · B | 人民东路、虹桥路 | 惠悦城     |                  |      |

## 车站周边
该站建成后，附近路网和交通并未配套完成，没有设计机动车停车场，但配建了不少非机动车锁车桩，且附近有902、K17、193、K93、237（调）、263、902、263等公交途经。而位于车站北侧的金色交响小区并未开通直达本站的道路，全程要走40多分钟才能到达。